# Amir El-Masry
Amir El-Masry (en árabe: أمير المصري‎; El Cairo, 2 de agosto de 1990) es un actor egipcio-británico. Ganó un BAFTA escocés por su actuación en la película Limbo (2020) y fue nominado al Premio del Cine Independiente Británico. Fue nombrado Británico Revelación BAFTA 2020 y Estrella del Mañana del Screen International 2021.
El-Masry debutó en la comedia egipcia Ramadan Mabrouk Abu El Alamein Hamouda (2008), por la que recibió el premio a la Mejor Película Debut en el Festival Oscar del Cine Egipcio.

## Primeros años y educación
El-Masry se crio en Acton, al oeste de Londres. Asistió a la escuela Tower House y a la escuela Harrodian. Luego se graduó con una Licenciatura en Criminología y Sociología de Royal Holloway, Universidad de Londres. Después de realizar una pasantía en un bufete de abogados, se formó en la London Academy of Music and Dramatic Art (LAMDA), graduándose en 2013.

## Carrera
Después de una conversación con el actor Omar Sharif mientras su padre estaba en un viaje de negocios, El-Masry conoció a un guionista en una proyección de Hassan and Marcus e hizo su debut en las películas de comedia egipcias Ramadan Mabrouk Abu El Alamein Hamouda como Ramzy y El-Talatah Yishtaghaloonha como Nabil. Por la primera, El-Masry recibió el premio a la Mejor Película Debut en el Festival del Oscar del Cine Egipcio de 2009. Se tomó un tiempo de su primer año en Royal Holloway para estar en el último.
Después de graduarse de la LAMDA, El-Masry apareció por primera vez en la televisión británica en un episodio de 2013 del drama médico Casualty como Naveed. Al año siguiente, hizo su debut en Hollywood como Alireza en Rosewater de Jon Stewart. Tuvo papeles invitados en la coproducida internacionalmente transporter: The Series y la serie de FX Tyrant, y apareció en el piloto de BBC Three, Rude Boys.
El-Masry recibió elogios por su interpretación de Youssef en la miniserie de BBC One de 2016, The Night Manager. A esto le siguieron papeles en 2017 en la serie de Channel 4 The State y la película independiente Lost in London. Ese mismo año, El-Masry hizo su debut teatral profesional en la producción de Goats del Royal Court Theatre y apareció en la serie danesa Algo en que creer.
En 2018, El-Masry interpretó a Dante en el drama de BBC One Age Before Beauty y tuvo un papel recurrente como Ibrahim en Jack Ryan de Amazon Prime. Protagonizó la película Shoot. Al año siguiente, interpretó a Kazem en la serie egipcia El-Brinseesa Beesa y al comandante Trach en Star Wars: Episodio IX - El ascenso de Skywalker.
El-Masry interpretó al refugiado Omar en Limbo de Ben Sharrock. Por su actuación, ganó el premio al Mejor Actor de Película en los Premios de la Academia Británica de Escocia de 2021. También fue nominado a un premio de cine independiente británico (BIFA) y a un premio Chlotrudis, y apareció en las listas de fin de año de Peter Bradshaw de The Guardian y The Playlist. El-Masry tuvo papeles televisivos en la primera serie de Industry de BBC One y HBO como Usman Abboud en 2020 y en la serie de ciencia ficción de Netflix The One como Ben Naser en 2021.
El-Masry ha sido elegido como un joven Mohamed Al-Fayed en la quinta temporada del drama de Netflix sobre la familia real, The Crown. También tiene un papel recurrente en el drama de la BBC sobre la Segunda Guerra Mundial SAS: Rogue Heroes y Club Zero de Jessica Hausner.

## Vida personal
El-Masry vive en Acton, Londres. Él es musulmán. Durante el confinamiento, El-Masry ayudó a lanzar MENA Arts UK.

## Filmografía

### Películas
| Año  | Título                                           | Papel            | Notas        |
| ---- | ------------------------------------------------ | ---------------- | ------------ |
| 2008 | Ramadan Mabrouk Abu El Alamein Hamouda           | Ramzy            |              |
| 2010 | El-Talatah Yishtaghaloonha                       | Nabil            |              |
| 2014 | Rosewater                                        | Alireza          |              |
| 2017 | Lost in London                                   | Omar             |              |
| 2017 | Farside                                          | Sayeed           | Cortometraje |
| 2018 | Shoot                                            | Anmar Almadi     |              |
| 2019 | Held for Ransom                                  | John             |              |
| 2019 | Star Wars: Episodio IX - El ascenso de Skywalker | Comandante Trach |              |
| 2020 | Limbo                                            | Omar             |              |
| 2021 | The Protocol                                     | Hugo             | Cortometraje |
| 2021 | Ritsa                                            | Hussam           |              |
| 2022 | #GAWEZNI                                         | Fares            |              |
| 2023 | Club Zero                                        | Sr. Dahl         |              |
| 2023 | In Camera                                        | Conrad           |              |
| 2023 | A Haunting in Venice                             | Alessandro Longo |              |

### Televisión
| Año  | Título                  | Papel            | Notas                                     |
| ---- | ----------------------- | ---------------- | ----------------------------------------- |
| 2013 | Casualty                | Naveed           | Episodio: "Special: Scars and Nightmares" |
| 2014 | BBC Comedy Feeds        | Bolts            | Episodio: "Rude Boys"                     |
| 2014 | transporter: The Series | Ayoub Al-Jifri   | Episodio: "Beacon of Hope"                |
| 2015 | Tyrant                  | Musa             | Episodio: "Mark of Cain"                  |
| 2016 | The Night Manager       | Youssef          | Miniserie; 2 episodios                    |
| 2017 | The State               | Sayed            | Miniserie; 3 episodios                    |
| 2017 | Algo en que creer       | Tolken           | 2 episodios                               |
| 2018 | McMafia                 | Tarek            | 2 episodios                               |
| 2018 | Age Before Beauty       | Dante            | Main role                                 |
| 2018 | Jack Ryan               | Ibrahim          | Recurrente; 7 episodios                   |
| 2019 | El-Brinseesa Beesa      | Kazem            | Protagonista                              |
| 2021 | The One                 | Ben Naser        | 6 episodios                               |
| 2020 | Industry                | Usman Abboud     | Protagonista, temporada 1 (4 episodios)   |
| 2022 | SAS: Rogue Heroes       | Dr. Gamal        | 3 episodios                               |
| 2022 | The Crown               | Mohamed Al-Fayed | Episodio: "Mou Mou"                       |

### Videojuegos
| Año  | Título                     | Papel             |
| ---- | -------------------------- | ----------------- |
| 2016 | Deus Ex: Mankind Divided   | Voces adicionales |
| 2017 | Assassin's Creed: Origins  | Voz               |
| 2017 | LEGO Marvel Super Heroes 2 | Voz               |

## Teatro
| Año  | Título    | Papel | Lugar                        |
| ---- | --------- | ----- | ---------------------------- |
| 2017 | Goats     | Adnan | Royal Court Theatre, Londres |
| 2019 | The Abyss |       | Edinburgh Fringe Festival    |